# Gustav Eisen
Gustav Eisen (Estocolmo, 2 de agosto de 1847-29 de octubre de 1940) fue un polímata sueco estadounidense de adopción, miembro de la Academia de Ciencias de California en 1874 y miembro vitalicio en 1883. En 1893 fue designado Curador de arqueología, etnología y animales inferiores y más adelante Curador de invertebrados marinos. En 1938, fue nombrado miembro honorario, el más alto honor de la Academia.

## Biografía
Era conocido por tener diversos intereses, incluyendo "arte e historia del arte, arqueología y antropología, agronomía y horticultura, historia de la ciencia, geografía y cartografía, citología y protozoología, así como zoología de invertebrados marinos".
Un artículo de 2012 en el San Francisco Chronicle lo describe como "Uno de esos polímatas del siglo XIX, Eisen también estudió los mosquitos vectores de la malaria, fundó un viñedo en Fresno, introdujo aguacates e higos de Esmirna en California, hizo campaña para salvar el sequoias gigantes, y escribió un libro de varios volúmenes sobre el Santo Grial".
Es conocido por sus estudios de gusanos oligoquetos y muchas especies fueron nombradas en su honor, incluidos los del género Eisenia Eisenia (lombriz). Además, se le considera responsable de la introducción del aguacate y el higo smyrna en California y escribió una historia detallada de los higos
Tuvo intercambio de correspondencia con Charles Darwin y su obra fue referenciada por Darwin en «The Formation of Vegetable Mould through the Action of Worms» 
Mt. Eisen, en la Sierra Nevada de California, fue nombrado en su honor.
Se buscaron las opiniones de Eisen sobre los aspectos prácticos de los nuevos cultivos hortícolas en Australia. Su consejo fue valorado en el cultivo de higos y en el procesamiento de uvas en pasas.

## Organismos nombrados en su honor
Gusanos
- Eisenia fetida
- Eisenia hortensis
- Eisenia andrei
- Eiseniona

Algas rojas
- Eisenia bicyclis
- Eisenia arborea

Plantas Vasculares
- Phacelia eisenii Brandegee
- Bacopa eisenii (Kellogg) Pennell

Mosquitos
- Anopheles eiseni Coquillett

## Publicaciones
1. Eisen, G.A. 1888. On the anatomy of Sutroa rostrata, a new annelid of the sub-family Lumbriculina. Memoirs of the California Academy of Sciences 2(1):1–9.
2. Eisen, G.A. 1890. The raisin industry. A practical treatise on the raisin grapes, their history, culture and curing. Available online at https://archive.org/details/raisinindustrypr00eise.
3. Eisen, G.A. 1893. Anatomical studies on new species of Ocnerodrilus. Proceedings of the California Academy
4. of Sciences, ser. 2, 3:228–290.
5. Eisen, G.A. 1894. On California Eudrilidae. Memoirs of the California Academy of Sciences 2(3):21–62.
6. Eisen, G.A. 1895. Pacific Coast Oligochaeta I. Memoirs of the California Academy of Sciences 2(4):63–122.
7. Eisen, G.A. 1896. Pacific Coast Oligochaeta II. Memoirs of the California Academy of Sciences 2(5):123–200.
8. Eisen, G.A. 1897. Plasmocytes; the survival of the centrosomes and archoplasm of the nucleated erythrocytes, as free and independent elements in the blood of Batrachoseps attenuatus Esch. Proceedings of the California Academy of Sciences, ser. 3, Zoology, 1(1):1–72.
9. Eisen, G.A. 1897. Explorations in the Cape Region of Baja California. Journal of the American Geographical Society of New York, Vol. 29, No. 3 (1897), pp. 271–280.
10. Eisen, G.A. 1899. Notes on North-American earthworms of the genus Diplocardia.  Zoological Bulletin  Vol. 2, No. 4, Feb., 1899 . https://www.jstor.org/stable/10.2307/1535422
11. Eisen, G.A. 1900. Researches in American Oligochaeta, with especial reference to those of the Pacific coast and adjacent islands. Proceedings of the California Academy of Sciences, ser. 3, Zoology, 2(2):85–276.
12. Eisen, G.A.  1900. Explorations in the Cape Region of Baja California.  Journal of the American Geographical Society of New York.  https://www.jstor.org/stable/10.2307/197262
13. Eisen, G.A. 1900. The Spermatogenesis of Batrachoseps. Polymorphous spermatogonia, auxocytes, and spermatocytes. Journal of Morphology.  DOI: 10.1002/jmor.1050170102.
14. Eisen, G. A. 1901. The fig: its history, culture, and curing, with a descriptive catalogue of the known varieties of figs. Available online here: https://archive.org/details/figitshistorycul00eise.
15. Eisen, G.A. 1903. The earthquake and volcanic eruption in Guatemala in 1902. Bulletin of the American Geographical Society. https://www.jstor.org/stable/10.2307/197952.